# Colpophyllia natans
Espèce
Synonymes
- Colpophyllia amaranthus (Houttuyn, 1772)[2]
- Colpophyllia breviserialis Milne Edwards & Haime, 1849[2]
- Colpophyllia gyrosa (Ellis & Solander, 1786) (préféré par WoRMS)[2]
- Colpophyllia natans f. astreaeformis Pfaff, 1969[2]
- Colpophyllia natans f. breviserialis (Milne-Edwards & Haime, 1849)[2]
- Madrepora gyrosa Ellis & Solander, 1786[2]
- Madrepora natans Houttuyn, 1772[2]
- Meandrina gyrosa (Ellis & Solander, 1786)[2]

Statut de conservation UICN

 LC  : Préoccupation mineure
Statut CITES
Colpophyllia natans est une espèce de coraux de la famille des Faviidae selon ITIS et selon WoRMS.

## Habitat et répartition
Ce corail se trouve en Atlantique tropical Ouest, entre autres aux Bahamas, Mexique et Barbade. Il se rencontre entre 1 et 50 m de profondeur mais n'est abondant qu'entre 7 et 30 m.

## Publication originale
- Houttuyn, 1772 : Natuurlyke historie of uitvoerige beschryving der dieren, planten en mineralen, volgens het samenstel van den heer Linnaeus met naauwheurige afdeelingen. vol. 1737, n. 1-6, pp. 1-614.